# ديفيانت آرت
ديڤينت‌آرت (بالإنجليزية: DeviantArt)‏ هو هو مجتمع فن أمريكي يتناول الأعمال الفنية، والتصوير الفيديوي والفوتوغرافي. أطلق في 7 أغسطس، 2000، من قبل انجيلو سوتيرا، سكوت جاركوف، ماثيو ستيفنز، وآخرين. تنظم الأعمال الفنية بحسب تصنيفات، وتشمل التصنيفات، التصوير الفوتوغرافي، والفن الرقمي، والفن التقليدي، والأدب، وفلاش، وصناعة الإفلام أو تصوير الأفلام، والأغلفة للتطبيقات، وأدوات تخصيص نظام التشغيل وغيرها، بالإضافة إلى المواد القابلة للتنزيل مثل الدورات التعليمية، والصور الفوتوغرافية. بالإضافة إلى مزايا إضافية مثل المجلات، والاستفتاءات، والمجموعات، ووملفات الأعمال الفنية.
تقع شركة ديفيانت آرت في منطقة هوليود في لوس أنجلوس، كاليفورنيا. كانت تعد فيا، جالبة الحظ للموقع حتى 2014، وهي شخصية روبوتية صغيرة شيطانية. بلغ عدد زوار موقع ديفاين ارت 36 مليون زائر على الأقل سنوياً خلال 2008. وخلال عام 2010، أرسل مستخدموا ديفاين ارت أكثر من 1.4 مليون تفضيل و1.5 مليون أعجاب يومياً. وفي 2011، كان موقع ديفاين ارت ثالث أكبر شبكة اجتماعية مع 3.8 مليون زائر أسبوعياً. في 2017، بلغ عدد أعضاء الموقع أكثر من 26 مليون عضو و251 مليون وطلب تقديم عمل فني. في 23 فبراير، 2017، أعلنت الشركة عن بدأها الاستحواذ على ويكس.كوم بصفقة قدرها 36$ مليون دولار.

## التاريخ
بدأ موقع ديفاينت أرت كموقع يصل بين الأشخاص الذين يأخذون تطبيقات الحاسوب وبرامجه ويعدلونها بما يناسب أذواقهم، أو يقومون بنشر التطبيقات بتصميماتها الأصلية. ومع نمو الموقع، أصبح الأعضاء فيه يصبحون فنانيين ويقدمون طلبات فنية. أطلق ديفاينت ارت في 7 أغسطس، 2000، من قبل سكوت جاركوف، ومات ستيفينز، وأنجيلو سوتيرا، وآخرين غيرهم، كجزء من خدمة شبكة تواصل اجتماعي موسيقية تُسمى Dmusic Network. نجح الموقع بشكل واسع بسبب عروضه الفريدة ومساهمات أعضائه الجوهرية، وفريق المتطوعين.ولكن تحول رسمياً إلى شركة مساهمة في عام 2001 بعد ثمانية أشهر من إطلاقه.
تم استلهام فكرة ديفاينت أرت من مشاريع مثل وين أمب، وفايس ليفت، وكاستم دوت أورك، ديسكمود دوت كوم، وسكرين بهاك.دوت كوم، وسكينز دوت أوركو، بشكل عام جميع مواقع الويب والتطبيقات القائمة على الغلاف والمظهر skin. ووَكل سوتيرا جميع الجوانب العامة للمشروع إلى سكوت جاركوف كمهندس وصاحب الرؤية لإطلاق البرنامج المبكر. شارك جميع الشركاء المؤسيين الثلاثة الخلفيات في في مجتمع الخلفيات في التطبيق، واقترح مات ستيفنز بأن يكون مشروع ديفاين أرت أكثر من مجرد منصة لمشاركة الخلفيات، بأن يتكون مجتمع فني وللفنانيين. لا يزال العديد من الأفراد المشاركين في التطوير الأولي لـ ديفاين أرت والمروجين له يشغلون مناصب في المشروع، من الإداريين إلى المتطوعين الذين يعملون كمديرين للمعارض وكذلك في إدارة شبكة الرسائل. يشغل أنجيلو سوتيرا حاليًا منصب الرئيس التنفيذي لشركة ديفاينت أرت.
في 14 نوفمبر 2006، أعطت ديفيانت أرت لمستخدميها خيار إرسال أعمالهم الفنية بموجب تراخيص المشاع الإبداعي، مما يعطي للفنانين الحق في اختيار كيفية استخدام أعمالهم. ترخيص المشاع الإبداعي هو أحد تراخيص حقوق النشر العامة العديدة التي تسمح بتوزيع الأعمال المحمية بحقوق الطبع والنشر. في 30 سبتمبر 2007، تمت إضافة فئة فيلم إلى DeviantArt، مما يسمح للفنانين بتحميل المقاطع المرئية. يمكن للفنان والمشاهدين الآخرين إضافة تعليقات توضيحية في الحواشي إلى الفيلم، وإعطاء تعليقات أو انتقادات للفنان حول لحظة معينة في الفيلم. في عام 2007، تلقت ديفيانت أرت 3.5 مليون دولار أمريكي في السلسلة أ (الجولة الأولى) من التمويل من مستثمرين لم يكشف عنهم، وفي عام 2013، تلقت 10 ملايين دولار أمريكي في تمويل السلسلة ب.
في 4 ديسمبر 2014، كشف الموقع عن شعار جديد وأعلن عن إطلاق تطبيق جوال رسمي على كل من آي أو إس وأندرويد،  وأطلق التطبيق في 10 ديسمبر 2014.
في 23 فبراير 2017، استحوذت شركة ويكس.كوم على ديفيانت أرت مقابل 36 مليون دولار. يخطط الموقع لدمج وظائف ديفيانت أرت وويكس، بما في ذلك القدرة على استخدام موارد ديفيانت أرت على مواقع الويب التي تم إنشاؤها باستخدام ويكس، ودمج بعض أدوات تصميم ويكس في الموقع.
اعتبارًا من 1 مارس 2017، مُنع مستخدمي الإنترنت في سوريا من الوصول إلى خدمات ديفيانت ارت بالكامل، وذلك بسبب العقوبات الأمريكية والإسرائيلية وما تلاها في 19 فبراير 2018. وبعد أن استخدم المستخدم السوري ميثيرل شبكة خاصة افتراضية (VPN) للوصول إلى الموقع وكشف عن المنع الجغرافي في مجلة بعنوان «نفاق ديفيانت أرت»، أنهت DeviantArt الحظر الجغرافي باستثناء الميزات التجارية.
منذ خريف عام 2018، كانت روبوتات السبام تخترق عددًا كبيرًا غير محدد من الحسابات غير النشطة منذ فترة طويلة وتضع روابط سبام في الملفات الشخصية أو التعريفات الشخصية لضحاياها، أو عناصر واجهة مستخدم حيث يعرض مستخدمو الموقع معلومات ملفاتهم الشخصية العامة. بدأ تحقيق في هذه المسألة في يناير 2019.

### قضايا حقوق التأليف والنشر والترخيص
لا توجد مراجعة لانتهاكات حقوق الطبع والنشر المحتملة وترخيص المشاع الإبداعي عند تقديم عمل إلى DeviantArt، لذلك يمكن أن تظل الانتهاكات المحتملة دون أن يلاحظها أحد حتى يتم إبلاغ المسؤولين باستخدام الآلية المتاحة لمثل هذه المشكلات. وكان بعض أعضاء المجتمع ضحايا التعدي على حق،r المؤلفين من البائعين من خلال استخدام الأعمال الفنية بشكل غير قانوني على المنتجات والمطبوعات، كما حصل في عام 2007. تعرض نظام الإبلاغ الذي يتم من خلاله التصدي لانتهاك حقوق الطبع والنشر مباشرة على الموقع لعدد كبير من الانتقادات من أعضاء الموقع، نظرًا لأن الأمر قد يستغرق أسابيع أو حتى شهرًا قبل الرد على شكوى مقدمة بشأن انتهاك حقوق النشر.

### مسابقات للشركات والأوساط الأكاديمية
نظرًا لطبيعة ديفيانت أرت كمجتمع فني له امتداد عالمي، تستخدم الشركات ديفيانت أرت للترويج لنفسها وإنشاء المزيد من الإعلانات من خلال المسابقات. كول كليمايتCoolClimate هي شبكة بحثية مرتبطة بجامعة كاليفورنيا، قد عقدت مسابقة في عام 2012 لمعالجة آثر التغير المناخي. تم استلام الطلبات من جميع أنحاء العالم، وظهر الفائز في هافينغتون بوست.
أقامت العديد من شركات السيارات مسابقات. أجرت دودج مسابقة في عام 2012 لدودج دارت وتم استلام أكثر من 4000 مشاركة., حصل الفائزون على جوائز نقدية، وظهروا في معرض في مقر دودج كرايسلر. دخلت لكزس في شراكة مع ديفيانت أرت في عام 2013 لإجراء مسابقة نقدية وجوائز أخرى بناءً على تصميم لكزس آي إس؛ وأصبح تصميم الفائز هو سيارة لكزس IS معدلة وتم عرض التصميم والسيارة في معرض سيما 2013 SEMA في لوس أنجلوس، كاليفورنيا.
تستضيف ديفيانت أرت أيضًا مسابقات للأفلام القادمة، مثل ريديك . سلمت أعمال فنية لـ ريديك، واختار المخرج ديفيد توهي الفائزين، الذين سيحصلون على جوائز نقدية وبعض الجوائز الأخرى المتعلقة بـ ديفينت أرت، بالإضافة إلى تحويل أعمالهم الفنية إلى ملصقات فنية رسمية للأحداث. أقيمت مسابقة مماثلة لـ فيلم الظلال الداكنة حيث حصل الفائزون على جوائز نقدية وجوائز أخرى.
تجري شركات ألعاب الفيديو أيضًا مسابقات مع ديفيانت أرت، مثل مسابقة توم ريدر 2013، قام الفائز بتحويل فنه إلى طبعة رسمية تباع دوليًا في متجر توم ريدر، وتلقى أموالًا وجوائز أخرى. وحصل الفائزون الآخرون أيضًا على جوائز نقدية وجوائز متعلقة بـ ديفيانت أرت.

## الموقع الإلكتروني
يحتوي الموقع على أكثر من 358 مليون صورة تم تحميلها من قبل أكثر من 35 مليون عضو مسجل. بحلول يوليو 2011، كان ديفيانت أرت أكبر مجتمع فني على الإنترنت. يمكن لأعضاء ديفيانت أرت ترك تعليقات وانتقادات على صفحات الأفراد،  مما يسمح بتسمية الموقع «بموقع تقييم الزملاء [المجاني]». إلى جانب النقد النصي، يوفر ديفيانت أرت الآن خيار ترك صورة صغيرة كتعليق. يمكن تحقيق ذلك باستخدام خيار ديفيانت أرت Muro، وهو أداة رسم تعمل على المتصفح طورتها ديفيانت أرت واستضافتها. ميزة أخرى لـ Muro هي ما يسمى «إعادة الرسم». يسجل المستخدم أثناء رسم صورته، ومن ثم يمكن للمستخدم نشر العملية بأكملها على شكل مقطع مرئي. بدأ بعض الفنانين في أواخر عام 2013 بتجربة استخدام حبوب الإفطار كموضوع لأعمالهم الفنية، على الرغم من أن هذا الموضة قد أنتشرت للتو حينها.
توجد قائمة بالمعلومات الإحصائية للصورة في الملفات الشخصية، بالإضافة إلى مكان للتعليقات من قبل الفنان والأعضاء الآخرين، وخيار المشاركة عبر وسائل التواصل الاجتماعي الأخرى (فيسبوك، تويتر، إلخ.). يلزم تنظيم المواد المنشورة في تصانيف عندما يقوم أحد الأعضاء بتحميل صورة وهذا يسمح لمحرك بحث ديفيانت أرت بالعثور على الصور المتعلقة بمواضيع مماثلة.
يمكن للأعضاء الفرديين تنظيم أعمالهم الفنية الخاصة في مجلدات على صفحاتهم الشخصية. تعرض صفحات الأعضاء (الملفات الشخصية) الأعمال الفنية للعضو التي تم تحميلها شخصيًا ومنشورات الدفتر. منشورات الدفتر هي مثل المدونات الشخصية لصفحات الأعضاء، واختيار الموضوع متروك لكل عضو؛ يستخدمه البعض للتحدث عن حياتهم الشخصية أو المتعلقة بالفن، والبعض الآخر يستخدمه لنشر الوعي أو حشد الدعم لقضية ما. تُعرض أيضًا «مفضلات العضو»، وهي مجموعة من صور المستخدمين الآخرين من ديفيانت أرت والتي يحفظها العضو في المجلد الخاص به. هناك شيء آخر موجود في صفحة الملف الشخصي هو مراقبو الأعضاء؛ يضيف العضو عضوًا آخر إلى قائمة المراقبة الخاصة به ليتم إعلامه عندما يقوم هذا العضو بتحميل شيء ما. يتم جمع إشعارات الرقابة في مركز رسائل العضو مع إشعارات أخرى، مثل عندما يعلق المستخدمون الآخرون على الأعمال الفنية لهذا العضو، أو عندما يتم وضع صورة العضو في المفضلة لدى شخص ما.
يمكن للأعضاء إنشاء مجموعات يمكن لأي عضو مسجل في الموقع الانضمام إليها. تعتمد هذه المجموعات عادةً على مجال الفنان والمحتوى الذي يختاره. ومن الأمثلة على ذلك الأدب (شعر، نثر، إلخ.)، الرسم (التقليدي، الرقمي، أو الوسائط المختلطة)، التصوير الفوتوغرافي (الماكرو، الطبيعة، الموضة، اللقطات)، وغيرها الكثير. ضمن هذه المجموعات حيث يتم التعاون ويتم عرض فنهم وتقديمه إلى فنانين من نفس النوع.
من أجل التواصل على مستوى أكثر خصوصية، يمكن إرسال الملاحظات بين الأعضاء الفرديين، مثل البريد الإلكتروني داخل الموقع. الفرص الأخرى للتواصل بين الأعضاء هي منتديات ديفيانت أرت، لمزيد من المناقشات المنظمة وطويلة الأمد، وغرف الدردشة، للمراسلة الفورية الجماعية.

### النسخ
تقوم ديفيانت أرت بمراجعة موقع الويب وإطلاق «نسخ»، حيث يُطلق في كل نسخة ميزات جديدة متعددة. بالصدفة، تم إصدار النسخ الثالثة والرابعة والخامسة من الموقع في 7 أغسطس، الذي يصادف «عيد ميلاد» تأسيس الموقع.[بحاجة لمصدر]
| الإصدار | تاريخ الإطلاق                                      | التغييرات |
| ------- | -------------------------------------------------- | --- |
| 1       | 7 أغسطس 2000                                       | أصبح الموقع متاحًا للعامة كجزء من شبكة Dmusic. |
| 2       | 5 فبراير 2002                                      | في الإصدار 2، أصبح التصفح أسهل. |
| 3       | 7 أغسطس 2003                                       | أدت "الزيادة القصوى في السرعة" إلى حدوث بعض الأخطاء التي كان لا بد من إصلاحها وفي الأصدار الثالث، أعطي العديد من الهدايا المجانية. |
| 4       | 7 أغسطس 2004                                       | في الإصدار 4، تمت إضافة عميل الدردشة المسمى dAmn إلى الموقع. |
| 5       | 7 أغسطس 2006                                       | في الإصدار 5، كل مستخدم لديه حساب مطبوعات، يمكن من خلاله بيع مطبوعات من أعماله مقابل المال، والحصول على 20٪ من الأرباح. يمكن للمستخدمين أيضًا الحصول على حساب بريميوم برينتس يقدم 50٪ من الأرباح وفحص فوري للمواد المقدمة للمبيعات. قبل الإصدار 5 من ديفيانت أرت، لم يكن لدى المستخدمين وصول افتراضي إلى هذه الخدمة وكان لابد من الحصول عليها بشكل منفصل. من خلال الدفع مقابل الاشتراك، يمكن للمستخدم أيضًا بيع عمله مقابل 50 ٪ من كل عملية بيع. |
| 6       | 10 يوليو 2008                                      | في هذا الاصدار، تم تجديد مركز الرسائل والصفحة الأمامية والتذييل، ويمكن للمستخدمين الآن تخصيص شريط أدوات التنقل لديفاينت أرت. كما تم تعديل أسلوب تصميم الموقع بشكل طفيف. |
| 6.1     | أوائل عام 2009                                     | في هذا الاصدار، هناك تغيير طفيف في التصميم وخيارات بحث أسهل، بالإضافة إلى منح المستخدمين المزيد من الخيارات لتخصيص ملفاتهم الشخصية. |
| 7       | 18 مايو 2010                                       | يتميز الإصدار 7 بتصميم رأس أصغر جديد وإزالة شريط البحث باستثناء الصفحة الرئيسية. قام فريق العمل لاحقًا بإجراء تحديثات على الإصدار 7، بما في ذلك إضافة شريط بحث إلى كل صفحة. |
| 8       | 15 أكتوبر 2014 </br> (تم التحديث في 4 ديسمبر 2014) | يحتوي الإصدار 8 على رأس مُعاد تصميمه، وإزالة التذييل الكبير، وواجهة تصفح محدثة، وإضافة "موجز المشاهدة"، وموجز أخبار يحتوي على ملخص للمنشورات بواسطة المستخدمين الذين تمت مشاهدتهم، وتحديثات الحالة، والإضافات إلى مجموعات المستخدمين. |

#### Eclipse (الإصدار 9)
في أوائل نوفمبر 2018، أصدرت ديفيانت أرت موقعًا ترويجيًا يعرض تحديثًا جديدًا بعنوان Eclipse. أظهر الموقع أن التحديث سيشمل إستراتيجية تصميم مبسطة وخيار الوضع المظلم وتعديل سي إس إس، وتحسين التصفية من خلال «مقياس الحب» "Love meter" ورؤوس الملف الشخصي وتغييرات وتحسينات تجميلية أخرى. لن يتضمن التحديث أيضًا أي إعلانات من جهات خارجية وميزات محسّنة للمستخدمين الأساسيين في الموقع.
في 14 نوفمبر 2018، تم توفير نسخة تجريبية من موقع Eclipse للأعضاء الأساسيين الذين وضعوا علامة على حساباتهم من أجل الاختبار التجريبي. اعتبارًا من 21 نوفمبر 2018، أبلغ الموقع أن أكثر من 4000 مستخدم جربوا Eclipse وأن الموقع قد تلقى ما يقارب من 1700 تقرير ملاحظات فردية؛ وتشمل هذه تقارير الأخطاء وطلبات الميزات والتعليقات العامة. في 6 مارس 2019، أصدرت ديفيانت أرت رسميًا Eclipse لجميع المستخدمين، مع خيار تبديل للعودة إلى الموقع القديم.

## الأحداث الحية

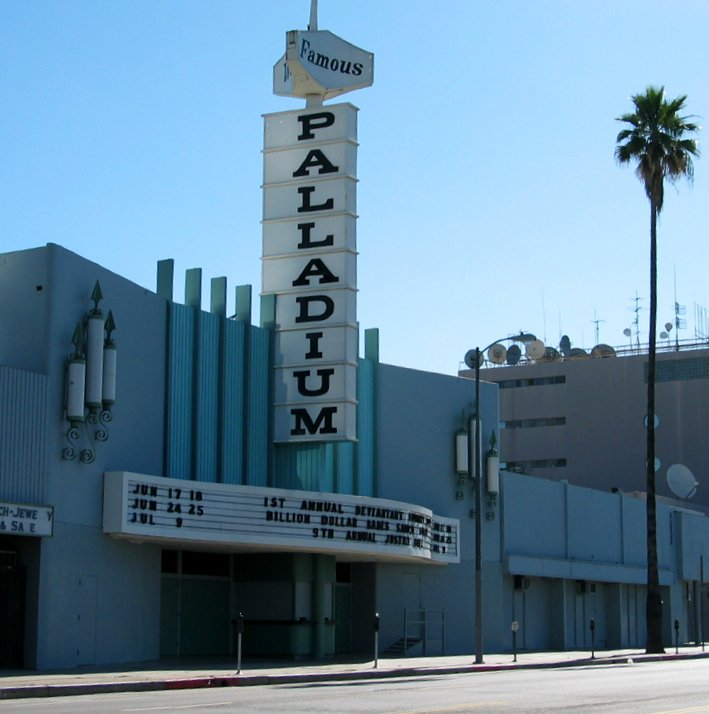
هوليوود باليديوم أثناء استضافته لقمة ديفيانت أرت الأولى

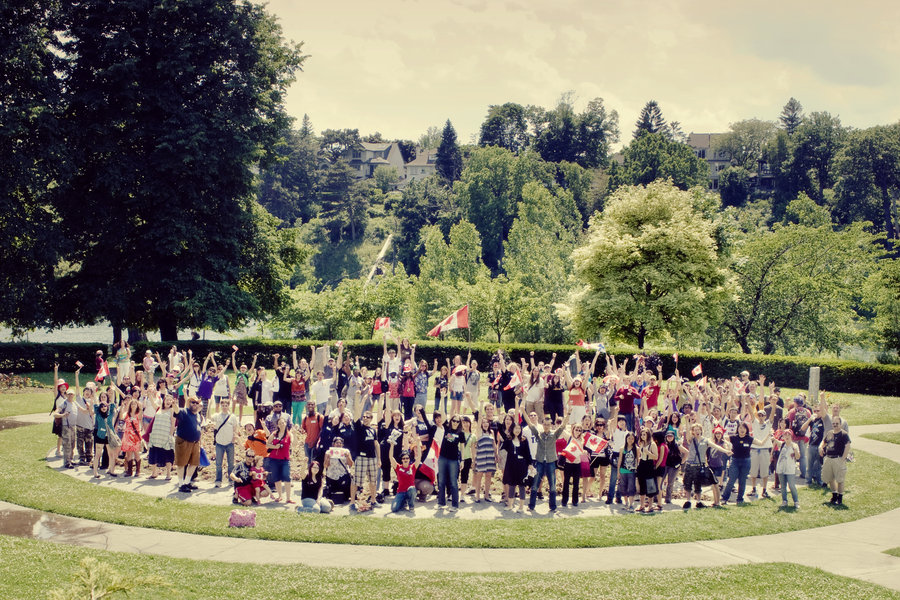
اجتماع جولة ديفيانت أرت العالمية في تورنتو عام 2007

### قمة ديفيانت أرت
في 17 و18 يونيو 2005، عقدت ديفيانت أرت مؤتمرها الأول، الذي عرف باسم قمة ديفيانت أرت، في باليديوم في منطقة هوليوود في لوس أنجلوس، كاليفورنيا، الولايات المتحدة. تألفت القمة من عدة معارض من قبل العديد من الفنانين، بما في ذلك مجموعات الفنون القديمة والجديدة في حوالي 200 كشك مختلف. عرضت شاشات الإسقاط العملاقة الأعمال الفنية أثناء تقديمها مباشرة إلى ديفيانت أرت، وكانت ديفيانت أرت تتلقى 50000 صورة جديدة يوميًا في ذلك الوقت.

### جولة ديفيانت أرت العالمية
ابتداءً من 13 مايو 2009، بدأت ديفيانت أرت في جولة حول العالم، حيث قامت بزيارة مدن حول العالم، بما في ذلك سيدني وسنغافورة ووارسو وإسطنبول وبرلين وباريس ولندن ونيويورك وتورنتو ولوس أنجلوس. أثناء الجولة حول العالم، تمت معاينة ميزة حقيبة الأعمال الفنية "Portfolio" الجديدة لـ ديفيانت أرت للحضور.

### «حفلة عيد الميلاد» واجتماع ديفيانت deviantMEET
من حين لآخر، تستضيف ديفيانت أرت اجتماعًا للأعضاء للاجتماع معًا في الحياة الواقعية والتفاعل وتبادل الخبرات والأهتمامات والاستمتاع. كانت هناك اجتماعات بمناسبة عيد ميلاد ديفيانت أرت، تسمى «حفلة عيد الميلاد»، بالإضافة إلى لقاءات عامة بسيطة حول العالم. في عام 2010، عقد أعضاء ديفيانت أرت الأوروبيون حدثًا للاحتفال بعيد ميلاد ديفيانت أرت في أغسطس. كان هناك أيضًا احتفال في ذلك العام في هاوس أوف بلوز في هوليوود، كاليفورنيا.